# Hana išó
Hana išó japonsky 花意匠 je termín označující jeden ze směrů aranžování ve stylu ikebana. Hana išó se jako japonské umění aranžování květin snaží vytvořit harmonii lineární konstrukce, rytmu a barvy, zdůrazňuje linie díla. Ikebana věnuje pozornost váze, stonkům, listům a větvím stejnou měrou jako květům. Celá struktura japonského aranžování květin je založena na liniích alegorizujících nebe, zemi a lidstvo. Ikebana tyto prvky používá jako tři hlavní linie, osy aranžování. Styl Hana išó byl vytvořen školou (skupinou aranžérů s podobnými názory) Ohara, autorem koncepce je Nacuki Ohara (japonsky 小原 夏樹 [Ohara Nacuki], 1949 – 1992). Hana išó respektuje základní pravidla ikebany a zdůrazňuje jednoduchost úpravy a s elegancí vyniká expresívností díla. Hana išó je svojí povahou považována za jednoduché aranžmá ve stylu ikebana. Způsob umožňuje projevy individuality autora pomocí charakteru materiálů. Některé formy Hana išó mohou být určeny pro pohled pouze z jedné strany, zatímco jiné mohou být upraveny pro pohledy z mnoha stran.

## Rozdělení
Hana išó je obvykle dělena na dva typy – základní (jednoduchá) a pokročilá. U základní Hana išó je dále rozlišen styl vzpřímený (vertikální) a skloněný. Pokročilá Hana išó je dělena na lineární, paprskovitá a kruhovitá.

### Základní Hana išó

#### Vzpřímený typ
Aranžmá Hana išó tohoto druhu jsou také nazývány "tateru katači" (立てる型). Aranžmá s jednoduchou ucelenou koncepcí, výrazným jednoduchým námětem, jehož povaha je na první pohled zřejmá a celek bude emocionálně zabarven. V celku jsou použity jako materiály různé hmoty seskupené jako „kjaku šu“ hlavní prvek) a pomocné prvky „čukan-ši“. Kjaku Šu je obvykle nejdelší prvek a je dynamickým faktorem v aranžmá, čukan Ši naproti tomu vytváří emocionální atmosféru celku a může zdůrazňovat dynamickou linii kjaku Šu.

#### Skloněný typ
Úpravy tohoto druhu jsou také nazývány "katamukeru-katači" (傾ける型) (doslova přeloženo: nakloněná forma). Jsou obvykle jemněji pojatým celkem a ukazuje méně dramaticky krásu materiálů umístěných ve středu nádoby. Forma je vhodná jak pro vysoké tak pro ploché nádoby. Vytváření úprav tohoto typu je poměrně snadné, důležité je optické vyvážení celku a barevnosti. Výraz celku dodává linie Šu dlouhého skloněného prvku (větve, listu) menší větev nebo list jako „čukan-ši“ částečně opticky vyvažuje celek. Je umístěn naproti Šu. Výrazné estetické doplňky Kjaku Šu jsou umístěny ve středu, nebo blízko středu působí na pozorovatele barevností, mají být nakloněny mírně dopředu a mohou působit v kompozici i vahou své optické hmoty.

### Pokročilá Hana išó
Barevnost je základní kvalitou úprav Hana išó, použité materiály vyjadřují estetiku ukázkami krásy ročního období nebo i souladem geometricky podobných částí. V této formě není určena délka stonků, ani jejich úhly nebo pozice.

#### Lineární typ
Lineární forma je nazývána "narabu katači" (řada), je vytvářena v podlouhlých nádobách, nebo nádobách postavených těsně u sebe. Materiály jsou uspořádány v rytmických řadách a aranžmá mohou být upravena pro pohled z více stran. Při úpravě jsou rozlišovány linie kjaku, šu a fuku. Nejharmoničtěji kompozice vypadá, když jsou délky kjaku, šu a fuku odlišné. Není doporučováno používat stejný materiál na kjaku a fuku je-li šu z jiného materiálu.

#### Kruhovitý typ
Kruhovitá forma je nazývána "mawaru katači" (otáčivý nebo kruhový styl 回る型). Je vytvářena v kruhovitých nádobách a aranžmá vytváří téměř symetrické, rytmické opakování. Tři hlavní linie jsou vedeny z různých místech podél obvodu kruhu takže se dílo jeví jako kruh. Může připomínat úpravu, která bývá běžná u klasického věnce zdobeného s třemi symetrickými díly (osami symetrie) po celé ploše. Úpravy vyvolávají dojem soustředného kruhového nebo spirálovitého pohybu.

#### Paprskovitý typ
Paprskovitá forma je nazývána hiraku katači (otevřený, rozvinutý styl 開く型). Linie jsou vedeny jako rozšíření na pravou a levou stranu, přibližně vyrovnaně přímo nebo v úhlech. Ve středu aranžmá je atraktivní část, těžiště pozornosti.

#### Složený typ
Složená forma je nazývána "josooi katači" (oděv, přestrojení 装い型). Úprava vhodná pro nádobu která je tvořena vysokou vázou (hibiki) s miskou (madoka). Nádoba byla navržena aranžérskou školou Ohara. Forma je zde volně složena, takže jedna část aranžmá je ve váze a druhá, doplňující, dole v podmisce. Obě části úpravy vždy vytváří konzistentní celek. Výzdoba bývá poměrně bohatá.